# 2885 Palva
2885 Palva este un asteroid din centura principală, descoperit pe 7 octombrie 1939 de Yrjö Väisälä.